# Crnopac
Crnopac je najjužniji izdanak Velebita. Visok je 1402 m nadmorske visine. Proteže se u smjeru jugoistok-sjeverozapad.
Sazdan je od mnogo krševitih grebena, ponikava, kukova i gorskih hrptova. Izrazite je biološke raznolikosti svojstvene za cijeli Velebit. Na njegovim obroncima uspijevaju i neke od endemičnih biljnih vrsta Velebita. Sjeverni obronci su obrasli bukovo-jelovom šumom (Omphalodo-Fagetum).  
Zbog udaljenosti od ostalih vrhova koji bi mu zaklanjali pogled s njega se pruža jedan od najboljih pogleda na Dalmaciju i Liku, a pruža i rijetku mogućnost da se s jednog mjesta vidi cijeli Velebit.
Samom vrhu je moguće prići markiranim planinarskim stazama Prezid - Veliki Crnopac (oko 2,5 h hoda), te Prezid - sklonište Crnopac - Veliki Crnopac (oko 4 h hoda).
Crnopački špiljski sustav speleolozi su spojili polovicom kolovoza 2019. i dug je gotovo 42 km. Plod je to tridesetogodišnjeg rada. Spada u sto najdužih jamskih sustava na svijetu.

## Zanimljivosti
Na sjevernim obroncima se nalazi poznata planinarska staza zvana „Put Malog princa“ te Cerovačke pećine najveći špiljski sustav u Hrvatskoj.

## Vanjske poveznice
- Crnopac - www.plsavez.hr